# Érkinna Réma
Érkinna Réma är ett vattendrag i Grekland. Det ligger i den centrala delen av landet, 90 km nordväst om huvudstaden Aten.